# Yoshirō Muraki
Yoshirō Muraki (村木与四郎, Muraki Yoshirō) est un chef décorateur japonais né le 15 août 1924 à Tokyo et mort le 26 octobre 2009.

## Filmographie
Sauf indication contraire, la filmographie de Yoshirō Muraki est établie à partir de la base de données JMDb.

### Années 1950
- 1954 : Mako osorubeshi (魔子恐るべし?) de Hideo Suzuki
- 1954 : Ren'ai tokkyū (恋愛特急?) de Toshio Sugie et Hideo Suzuki
- 1954 : Mitsuyu-sen (密輸船?) de Toshio Sugie
- 1955 : Tenka taihei (天下泰平?) de Toshio Sugie
- 1955 : Zoku tenka taihei (続天下泰平?) de Toshio Sugie
- 1955 : Vivre dans la peur (生きものの記録, Ikimono no kiroku?) d'Akira Kurosawa
- 1956 : Kuroobi sangokushi (黒帯三国志?) de Senkichi Taniguchi
- 1956 : Chiemi no hai hīru (チエミの婦人靴?) de Hideo Suzuki
- 1956 : Aoi me (青い芽?) de Hideo Suzuki (court métrage)
- 1957 : Le Château de l'araignée (蜘蛛巣城, Kumonosu-jō?) d'Akira Kurosawa
- 1957 : Bibō no miyako (美貌の都?) de Shūe Matsubayashi
- 1957 : Les Bas-Fonds (どん底, Donzoko?) d'Akira Kurosawa
- 1958 : Shachō sandaiki (社長三代記?) de Shūe Matsubayashi
- 1958 : Zoku shachō sandaiki (続・社長三代記?) de Shūe Matsubayashi
- 1958 : La Forteresse cachée (隠し砦の三悪人, Kakushi toride no san-akunin?) d'Akira Kurosawa
- 1959 : Daigaku no onēchan (大学のお姐ちゃん?) de Toshio Sugie
- 1959 : Watashi wa kani ni naritai (私は貝になりたい?) de Shinobu Hashimoto
- 1959 : Aruhi watashi wa (ある日わたしは?) de Kihachi Okamoto
- 1959 : Uwayaku, shitayaku, godōyaku (上役・下役・ご同役?) d'Ishirō Honda
- 1959 : Onēchan makaritōru (お姐ちゃん罷り通る?) de Toshio Sugie

### Années 1960
- 1960 : Shin santō jūyaku : Tabi to onna to sake no maki (新・三等重役 旅と女と酒の巻?) de Masanori Kakei (ja)
- 1960 : Otoko tai otoko (男対男?) de Senkichi Taniguchi
- 1960 : Les salauds dorment en paix (悪い奴ほどよく眠る, Warui yatsu hodo yoku nemuru?) d'Akira Kurosawa
- 1960 : Sararīman Chūshingura (サラリーマン忠臣蔵?) de Toshio Sugie
- 1961 : Minami no kaze to nami (南の風と波?) de Shinobu Hashimoto
- 1961 : Zoku sararīman Chūshingura (続サラリーマン忠臣蔵?) de Toshio Sugie
- 1961 : Le Garde du corps (用心棒, Yōjinbō?) d'Akira Kurosawa
- 1961 : Toiretto shachō (トイレット部長?) de Masanori Kakei (ja)
- 1962 : Sanjuro (椿三十郎, Tsubaki Sanjūrō?) d'Akira Kurosawa
- 1962 : Shachō yōkōki (社長洋行記?) de Toshio Sugie
- 1962 : Zoku shachō yōkōki (続社長洋行記?) de Toshio Sugie
- 1962 : Kōkōsei to onna kyōshi : Hijō no seishun (高校生と女教師・非情の青春?) de Hideo Onchi
- 1963 : Entre le ciel et l'enfer (天国と地獄, Tengoku to jigoku?) d'Akira Kurosawa
- 1963 : L'Héritage des 500 000 (五十万人の遺産, Gojūman-nin no isan?) de Toshirō Mifune
- 1963 : Nippon ichi no iro otoko (日本一の色男?) de Kengo Furusawa (ja)
- 1963 : Onēchan sandai-ki (お姐ちゃん三代記?) de Masanori Kakei (ja)
- 1965 : Barberousse (赤ひげ, Akahige?) d'Akira Kurosawa
- 1965 : Le Général blaireau (狸の大将, Tanuki no taishō?) de Kajirō Yamamoto
- 1965 : Kemonomichi (けものみち?) d'Eizō Sugawa
- 1966 : Onna wa iku man ari totemo (女は幾万ありとても?) de Toshio Sugie
- 1966 : Ja ja umanarashi (じゃじゃ馬ならし?) de Toshio Sugie
- 1966 : Sanhiki no tanuki (３匹の狸?) de Hideo Suzuki
- 1966 : Le Repos du blaireau (狸の休日, Tanuki no kyūjitsu?) de Kajirō Yamamoto
- 1967 : Rébellion (上位討ち 拝領妻始末, Jōi uchi hairyō tsuma shimatsu?) de Masaki Kobayashi
- 1968 : Toshigoro (年ごろ?) de Masanobu Deme
- 1969 : La Plaie de la balle (弾痕, Dankon?) de Shirō Moritani

### Années 1970
- 1970 : Tora ! Tora ! Tora ! de Richard Fleischer, Kinji Fukasaku et Toshio Masuda
- 1970 : Dodes'kaden (どですかでん, Dodesukaden?) d'Akira Kurosawa
- 1971 : Dare no tame ni aisuru ka (誰のために愛するか?) de Masanobu Deme
- 1971 : La Bataille d'Okinawa (激動の昭和史 沖縄決戦, Gekido no showashi: Okinawa kessen?) de Kihachi Okamoto
- 1972 : Les Jeunes Soldats de la marine ou La Cause éternelle (海軍特別年少兵, Kaigun tokubetsu nenshō-hei?) de Tadashi Imai
- 1973 : Ningen kakumei (人間革命?) de Toshio Masuda
- 1973 : La Submersion du Japon (日本沈没, Nihon chinbotsu?) de Shirō Moritani
- 1974 : La Fin du monde d'après Nostradamus (ノストラダムスの大予言 Catastrophe-1999, Nosutoradamusu no daiyogen?) de Toshio Masuda
- 1975 : La Porte de la jeunesse (青春の門, Seishun no mon?) de Kirio Urayama
- 1975 : Terreur sur le monde (東京湾炎上, Tōkyō-wan enjō?) de Katsumune Ishida (ja)
- 1976 : Amour et rupture au Sri Lanka (スリランカの愛と別れ, Suri Ranka no ai to wakare?) de Keisuke Kinoshita
- 1976 : Zoku ningen kakumei (続人間革命?) de Toshio Masuda
- 1977 : La Porte de la jeunesse : L'Indépendance (青春の門・自立篇, Seishun no mon: Jiritsu hen?) de Kirio Urayama
- 1978 : Seishoku no ishibumi (聖職の碑?) de Shirō Moritani

### Années 1980
- 1980 : Kagemusha, l'Ombre du guerrier (影武者, Kagemusha?) d'Akira Kurosawa
- 1982 : Maboroshi no mizuumi (幻の湖?) de Shinobu Hashimoto
- 1982 : Kaikyō (海峡?) de Shirō Moritani
- 1983 : Shōsetsu Yoshida gakko (小説吉田学校?) de Shirō Moritani
- 1983 : La Taverne Chōji (居酒屋兆治, Izakaya Chōji?) de Yasuo Furuhata
- 1985 : Ran (乱, Ran?) d'Akira Kurosawa
- 1986 : Kozō monogatari : Chijō ni orita tenshi (子象物語 地上に降りた天使?) de Ryō Kinoshita
- 1986 : Koisuru onnatachi (恋する女たち?) de Kazuki Ōmori
- 1988 : Onimaru (嵐が丘, Arashi ga oka?) de Yoshishige Yoshida
- 1988 : Yūshun (優駿 ＯＲＡＣＩＯＮ?) de Shigemichi Sugita (ja)
- 1989 : Haru kuru oni (春来る鬼?) d'Akira Kobayashi

### Années 1990
- 1990 : Rêves (夢, Yume?) d'Akira Kurosawa
- 1991 : Rhapsodie en août (八月の狂詩曲, Hachi-gatsu no kyōshikyoku?) d'Akira Kurosawa
- 1993 : Madadayo (まあだだよ, Mādadayo?) d'Akira Kurosawa
- 1993 : Niji no hashi (虹の橋?) de Zenzō Matsuyama
- 1994 : Les 47 Rōnin (四十七人の刺客, Shijūshichinin no shikaku?) de Kon Ichikawa
- 1999 : Après la pluie (雨あがる, Ame agaru?) de Takashi Koizumi

### Années 2000
- 2002 : Une lettre de la montagne (阿弥陀堂だより, Amidado dayori?) de Takashi Koizumi

## Distinctions

### Récompenses
- 1994 : prix des meilleurs décors pour Madadayo et Niji no hashi aux Japan Academy Prize[2]